# Strada

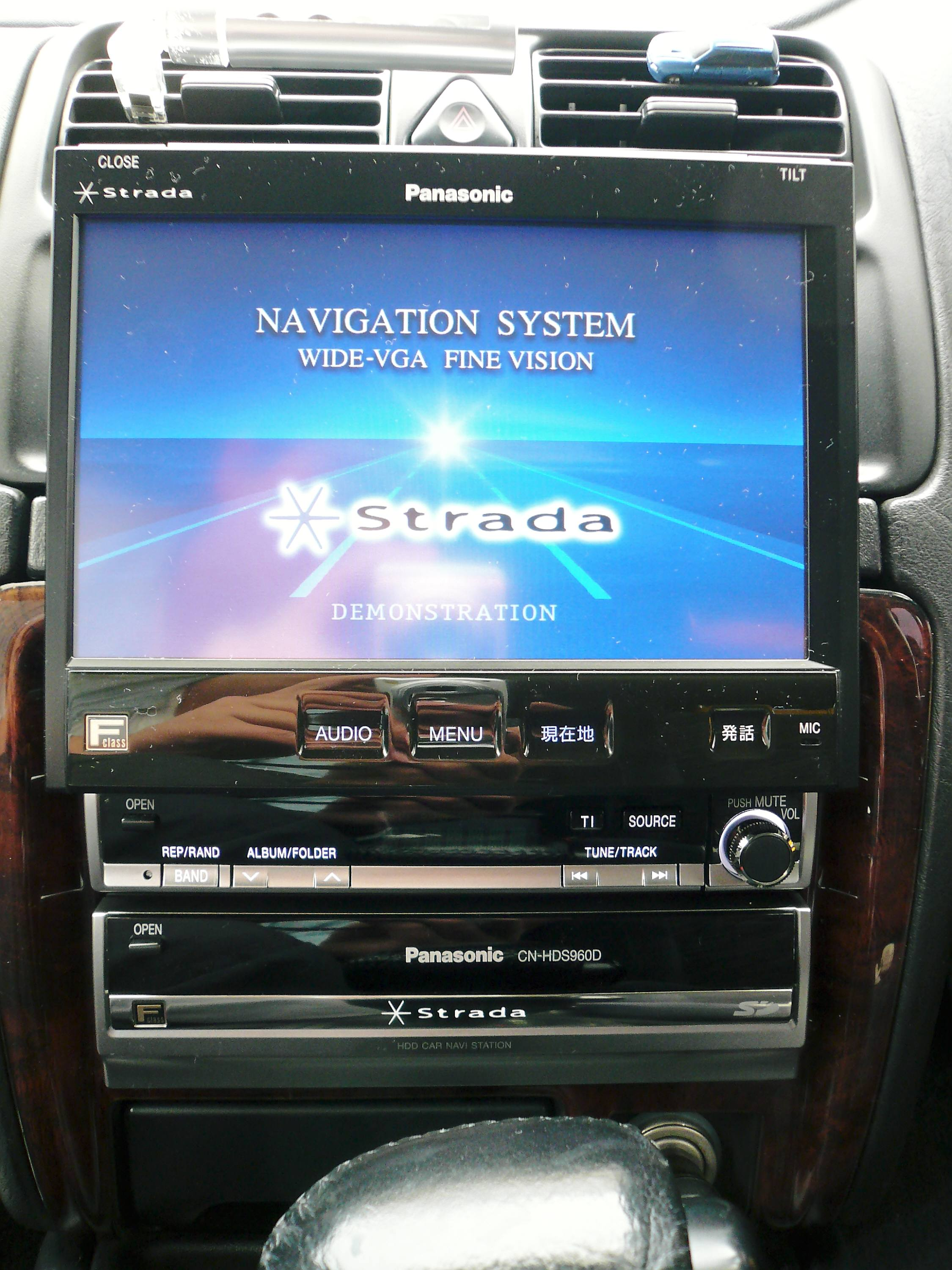
Strada Fクラス(CN-HDS960TD)2006年6月発売

Strada（ストラーダ）とは、パナソニック オートモーティブシステムズ製カーナビゲーションシステムの名称。
それまで松下通信工業（法人としては現・パナソニック モバイルコミュニケーションズ）が製造していたカーナビ（愛称「e-navi」）と九州松下電器（法人としては現・パナソニック システムネットワークス）が製造していたポータブル型カーナビ「デルNAVI」とに分けられていたPanasonicブランドのカーナビが、松下電器の社内統合によりハードウェアによるブランドの孤立をやめ、2003年よりカーナビの商品名を2003年より「ストラーダ」に統一した。2022年現在、パナソニックの事業会社の一つであるパナソニック オートモーティブシステムズ株式会社が開発を担当している。
同じブランドで中国向けもあり（CN-D105シリーズ）、国内仕様との違いはDVD・CD再生機能が省略され、SDメモリーカードに非対応、モニターが別売りなど。リモコンも販売地域によって繁体字・簡体字に分かれている。
OSはMicrosoft Windows Automotiveが用いられてきたが、2021年モデルからAndroidに変更された。

## ネーミングとマークについて
「ストラーダ」とはイタリア語で「道」という意味。ネーミングにはカーナビの新しい「道」を拓く・ 「人」と「クルマ」と「道」を結ぶカーナビ、マークにはハードから見れば：DVD・HDD・SDメモリーカード、3つのメディアが交差する・ユーザーから見ると・「人」と「クルマ」と「道」の中心にいるカーナビという意味がそれぞれこめられている。

## Fクラス
Fクラス(ファーストクラス)モデルは、高級志向のブラックボディとブルーLED(2006年モデルまで)またはホワイトLED(2007年モデル以降)のイルミネーションというデザインに、多様なAV機能とカーナビ機能を集結し、それらを高画質・高音質で表現することを目指した上級（ハイエンド）モデル。本体やカタログには随所に、「Fクラス」ロゴを装備。

### 2004年
- 初のAVフルメディア一体型モデル。全機種に大容量な30GBのHDDを内蔵し、高精細な地図データの格納やユーザー領域へのSDメモリーカード経由による写真・音楽・動画データの保存や、約2000枚に及ぶ音楽CDのリッピングなどを可能にした。全機種にプログレッシブに対応したD2入力端子を業界初で装備し、将来発売される車載用デジタルチューナーに対応することをアピールした。また、ディスク経由により有償でHDS9○5モデルへのソフトウェアアップグレードが可能。インストールすることにより、ライブビュー交差点拡大図や渋滞データバンクなどの機能を追加できる。

### 2005年
- デザインは前モデルとさほど変わりないが、ピアノ調仕上げになり高級志向を高める。新たに「渋滞データバンク」や「事故多発地点案内」、実写データを使用した「ライブビュー交差点拡大図」が加わった。また、よく使われる100mスケールの地図は「道路情報」を、50mスケールの地図は「市街地情報」をそれぞれ強調するなど、見やすさと使いやすさを目指し、ドライビングバーチャルシティマップの平面地図デザインを工夫している。また、AV機能面においても進化し、音楽CDの変換速度が2倍速から4倍速へと高速化。同社DVDビデオレコーダー「DIGA」がDVDのマルチフォーマットに対応したため、ストラーダもDVD-R、+RWやDVD-RW、+RWなどの再生に対応した。CMなどでは前モデルに引き続き、「地上デジタル放送対応」というアピールを行った。

### 2006年
- デザインを一新。業界で初めて地上デジタルチューナーを標準装備。地デジのチャンネル切替や、電子番組表、データ放送画面など各種操作も、タッチパネルで操作できるようになった。TU-DTV100や20の場合、同社薄型テレビで採用されていた番組表がベースだったが、ストラーダ独自に改良することで、子画面でも見易く、タッチパネルでの操作も可能になった。ワンセグ、おまかせ受信モードにも対応。そのほかに、ナビ使用中であっても災害警報時や災害時におけるEWS（緊急警報放送）を受信すると、強制的に地図画面から地上デジタル放送の緊急情報へと画面を切り替えたりなど、地上デジタルチューナー標準装備ならではの機能を搭載している。
- ナビ系ではドライブシーンに合わせて4つのマップデザインを選択できる「マップセレクト」を採用。目的ごとに、必要な情報をスマートに知ることができる。
- 操作系にはローエンド・モデルで採用されていた、トップメニューをAV機能とナビ機能に2分割した「簡単ツートップメニュー」を進化させた「ハイグレード簡単ツートップメニュー」を新採用。メニューのアイコンはカスタマイズできるので、よく使う機能を登録しておけば、ワンタッチで呼び出すことができる。画面も、高精細のVGAモニターに合わせたデザイン。
- AV系では、高精細なワイドVGAモニターはもちろん、新たにSDオーディオやiPodに対応することで、ポータブルオーディオ機器との連携を強化。また、音響DSPや5.1chサラウンドデコーダー、SRS音響などといったAV機能を搭載する。CDのリッピング速度は従来の4倍速から7倍速になり、大幅に高速化。圧縮形式には従来のMP3からAACフォーマットに変更。

### 2007年
- 標準装備の地上デジタルチューナーを世界で初めて4チューナー×4アンテナに強化することにより、「フルセグ広域受信」を実現。距離にして従来比約1.8倍の受信性能を達成し、ワンセグ放送においてはさらなる広域受信を実現。従来では高速走行時、ドップラーシフトの影響で受信電波が不安定になるため、エリア内であってもクルマの速度が高速になるほど受信感度は低下していく。しかし、クルマのほぼ全方向をカバーする4つのアンテナと、独立した4つのチューナーがそれぞれのデータをリアルタイムに計算し合成する方式を採用することにより、テストコース走行による実測値180~190km/hという従来の約2倍の高速環境での受信を実現。さらに、独自の復調LSI(地上波デジタル放送規格に準拠したOFDM復調回路、誤り訂正をする集積回路)が忠実にデータを再現。また、オプションの後方用ロッドアンテナを装着することにより、さらなる広域受信が可能となる。
- 地上デジタルチューナーとAV拡張ボックスの一体化と薄型化により、省スペースな設置を実現。操作パネル不要のフルタッチ操作が可能になり、番組表やメニューの項目を直接タッチすることで操作できる。

### 2008年
- Bluetoothユニットを本体に内蔵。Bluetoothを利用した外部機器との連携が強化されたことで、新たにパナソニック電工の設備ネットワークシステム「ライフィニティ」・ネットワークカメラ・遠隔録画予約サービス「ディモーラ」との連携が可能になったことで、クルマと家のネットワーク化を実現した。
- 高画質の「PEAKSプロセッサー」に高画質回路を追加。また、薄型テレビ「VIERA」で培ってきた技術を車載パネル用に再設計したことで更なる高画質を実現。さらに、地上デジタルチューナーが小型化・一体化された。
- 地図画面は2007年モデルに比べぎざぎざ感がなくなり視認性が向上。「簡単ツートップメニュー」も使いやすさやカスタマイズ機能を強化した「新・簡単ツートップメニュー」に進化。
- 段差を少なくしたラウンドシェイプデザインを採用。

### 2009年
- ナビゲーションとしては業界初となる高精細7インチワイドXGA液晶（解像度は1280×720ドットで、HDTV(720p)相当）を搭載し、地上デジタル放送やブルーレイディスクのハイビジョンコンテンツを忠実に再現可能（ただし、フルハイビジョンではない）。また、高輝度白色LEDバックライトの採用・光学シート構成の最適化・高濃度カラーフィルターの採用により、左右30度方向の輝度と色再現性を向上した。
- 世界初の「SRS CS Auto Deluxe」を搭載し、4スピーカーのままで5.1chサウランド相当の高音質を実現。内蔵HDDを80GBに増量し、iPodとの連携も強化（iPod中継ケーブル付属）。
- 「Fクラス」本体（CN-HX3000D）とは別に、車載用ブルーレイディスクプレイヤー（CY-BB1000D）もラインナップ。カーナビ本体にHDMI端子を装備している為、車載用ブルーレイディスクプレイヤーとプレイヤーに付属のHDMIケーブルを接続するだけで車内でもブルーレイディスクのコンテンツを楽しめる上、カーナビ本体のタッチパネルで操作可能。なお、車載用ブルーレイディスクプレイヤーはRCA出力端子も装備されている為、パナソニック製のみならず、他社製のカーナビゲーションやリアモニターにも出力可能。

## 沿革
- 2003年7月 - ハードウェアごとに孤立していたカーナビの商品名を統一、新ブランド「Strada」へ。
- 2004年
  - 6月 - AVとの融合を実現した上級モデル「Fクラス」誕生。
  - 11月 - 「Fクラス」に2DIN一体型モデルが追加。
- 2005年
  - 6月 - 車載用地上デジタルチューナーを発売。
  - 10月 - AV一体型モデルの低価格版を追加。
- 2006年
  - 3月 - 車載用地上デジタルチューナーのファームアップにより、移動体向け地上デジタル放送「ワンセグ」に対応。
  - 6月 - 車載用地上デジタルチューナーの普及に向け、2006年モデルの「Fクラス」に業界で初めて地上デジタル放送チューナーを標準装備。
- 2007年
  - 7月 - 「Fクラス」標準装備の地上デジタルチューナーを4チューナー×4アンテナに進化させた、2006年後継モデル発売。またBluetooth通信ユニットをオプション設定し、Bluetooth携帯電話・携帯音楽プレーヤーとの連携を可能にした。
  - 10月 - 第40回東京モーターショーにて、Blu-ray Discに対応したカーナビを参考出品。
- 2008年
  - 2月 - SDメモリーカードに地図データを入れ、携帯可能とした「Strada Pocket」発売。
  - 5月14日 - Strada発売5周年と同時に「クルマと家のネットワーク化」を目指した、新・「Fクラス」2機種（CN-HX1000D/HW1000D）を2008年モデルとして発表。
- 2009年
  - 4月22日 - GPS信号が受信できない時でもより高精度な自車位置測位を可能にする「迷いまセンサー」を搭載した「Strada Pocket」の2009年モデル4機種並びにミドルクラスHDDナビ「Strada」の2009年モデル3機種を発表。
  - 8月20日 - 新「Fクラス」2009年モデル（CN-HX3000D）と「Fクラス」車載用ブルーレイディスクプレイヤー（CY-BB1000D）を発表。さらに、上位モデル譲りの高速・高性能を備えたミドルクラスSDナビ「Sクラス」を追加。
  - 9月17日 - 買ってすぐに取り付けられる車載用吸盤スタンドを採用し、歩行モード「おでかけウォーク」を新搭載した「Strada Pocket」新モデル6機種を発表。
- 2010年
  - 3月16日 - ナビゲーション機能をカスタマイズできる「ストラーダチューン」を新搭載したミドルクラス3機種とAV一体型タイプに匹敵する高性能を備えた「Strada Pocket」2010年モデル9機種を発表。
  - 8月4日 - 主要国産車対応の学習型ステアリングスイッチコントロールを搭載した「Sクラス」の2010年モデル（CN-MW150D/MW250D）を発表。
- 2011年
  - 6月21日 - HDD内蔵・2DIN一体型タイプの新シリーズとして、直感操作を可能にしたユーザーインターフェイス「モーションコントロール」を搭載した「Hシリーズ」2機種（CN-H500D/H500WD）を発表。
  - 9月14日 - SDカード・2DIN一体型タイプの新シリーズとして、SDカードを利用したCDダイレクト録音に対応するとともに、専用アプリを利用することでスマートフォンとの連携を高めた「Sシリーズ（CN-S300D）」を発表。
- 2012年
  - 2月9日 - HDD内蔵・2DIN一体型タイプの新シリーズとして、特定車種に合わせた専用設計のデザインと前もって車両情報・音響セッティング・ステアリングスイッチ設定済みで買ってすぐに使用できる「Lシリーズ」を発表。4代目日産・セレナ用（CN-L800SED）と4代目ホンダ・ステップワゴン用（CN-L800STD）の2機種をラインナップ。
  - 3月28日 - SDカード・オンダッシュタイプの新シリーズとして、国内で販売されているオンダッシュタイプのカーナビとしては業界初となる電動開閉式モニターを搭載した「Zシリーズ（CN-Z500D）」を発表。併せて、取付時に必要となる取付キット2タイプ（標準タイプ・BMW・1シリーズ専用）も発表された。
  - 5月10日 - HDD内蔵・2DIN一体型タイプの「Hシリーズ」に新東名高速道路の道路データを収録し、スマートフォン専用アプリとの連携機能を搭載した新モデル2機種（CN-H510D/H510WD）を発表。
  - 6月28日 - HDD内蔵・2DIN一体型タイプの特定車種専用モデル「Lシリーズ」に、2代目ホンダ・フィット用（CN-L800FTD）、ホンダ・フィットハイブリッド用（CN-L800FTD-N）、ホンダ・フィットシャトル/フィットシャトルハイブリッド用（CN-L800FTD-T）の3機種を発表。
  - 9月19日
    - 特定車種専用モデル「Lシリーズ」に、SDカード・2DIN一体型タイプ2機種（CN-LS710D/LS810D）とセットで使用する専用ビューティフルキット（取付キット）6機種を発表。
    - SDカード・2DIN一体型タイプの「Sシリーズ」に新東名高速道路やDSRCに対応した2012年モデル2機種（CN-S310D/S310WD）を発表。
- 2013年
  - 4月24日 - SDカード・2DIN一体型タイプの新シリーズとして、使用頻度の高い操作を画面を注視せずに行える「モーションコントロール」を搭載し、DSRC車載器と連携してITSスポットサービスを活用することで安全運転を支援する「Rシリーズ」4機種（CN-R500D/R500WD/R500D-D/R500WD-D）を発表。
  - 9月2日 - SDカード・2DIN一体型タイプ「Rシリーズ」の新機種として、国内市販ルート向けのAV一体型カーナビゲーションでは初めて準天頂衛星システム「みちびき」に対応したモデル2機種（CN-R300D/R300WD）を発表。
  - 11月5日 - ナビゲーション機能と音楽再生機能に特化した2DIN一体型ベーシックSSDモデル「Eシリーズ」CN-E200Dを発表（「Strada」初のSSDモデルでもある）。
- 2014年
  - 9月9日 - 地図・ナビ・AV機能を一新した2DIN一体型SDモデル「美優Navi（ビューナビ）」RSシリーズ、RXシリーズ4機種（CN-RS01D/RS01WD/RX01D/RX01WD）を発表（RXシリーズは国内市販ルート向けAV一体型カーナビゲーションで初めて、ブルーレイディスクプレーヤーを内蔵したモデル）
- 2015年
  - 9月2日 - 2DIN一体型SDモデル「美優Navi」の新機種として、「VICS WIDE」を標準搭載の上、刻々と変わる渋滞情報をキャッチして推奨ルートを素早く探索・案内する「スイテルート案内」を搭載し、「安全運転サポート」機能の拡充を行ったRSシリーズ・RXシリーズ4機種（CN-RS02D/RS02WD/RX02D/RX02WD）を発表
- 2016年
  - 3月29日 - 2DIN一体型SDモデルの新機種として、ディスプレイ部がコンソールから飛び出す「DYNABIGディスプレイ」コンセプトに基づき9V型ディスプレイを採用、Android Autoとブルーレイディスクの再生に対応した「ストラーダ F1D」（CN-F1D）を発表。
  - 9月6日 - 2DIN一体型SDモデルの新機種を発表。今回はブルーレイディスクプレーヤー搭載モデルのRXシリーズ（CN-RX03D/RX03WD）に加え、スタンダードモデルのREシリーズ（CN-RE03D/RE03WD）と、無料地図更新付のカー用品店向けモデルRAシリーズ（CN-RA03D/RA03WD）が新たにラインナップした。

## 特長
*=Fクラスのみの特徴。

### 高画質
- パナソニックは地図の見易さ・高画質なAV視聴とを両立すべく、ストラーダ以前の「e-navi」には2000年からハイエンドモデルには「ワイドVGA（800×480）液晶」を積極的に採用してきた。その技術はFクラスにも採用され、2008年モデルには「ワイドVGA液晶」をミドルクラスもに採用した。 高速大容量のHDD・高性能描写プロセッサーによる地図のリアル感や、ギザギザ感の少ない文字のみ易さ・高画質なDVD視聴などを売りとした。また、地上デジタル放送テレビ視聴にも、その効果を発揮している。2011年モデルのHシリーズでは、ワイドVGA液晶に加え、LEDバックライトとクリアパネルを採用し、明るさや視認性を格段に向上させた（なお、ワイドVGA液晶はパナソニックブランドとなった「Gorilla」の一部機種にも採用されている）。

### 高音質
- ドルビーデジタル/dtsデコーダーを内蔵しており、DVD視聴などにおける5.1chサラウンドに対応している。また、ホールやスタジアムの響きなどの多彩な音場を創造できる「ワンダーシアターDSP」×仮想的な5.1chサラウンド環境を創り出す「ドルビープロロジックII」により、一般的な4スピーカーシステムでも5.1chの立体音響を擬似的に再現できる。これらのシステムは地上デジタル放送受信時でも有効で、チューナーと光デジタル接続することにより原音を損なわずデジタル放送の5.1chサラウンド放送(AAC)も再生できる。また、Fクラス以外の機種も光デジタル音声出力端子を装備し、別途専用アンプを接続すれば5.1chスピーカーシステムを構築できる。

### 地図バリエーション
ハイウェイスーパーライブビュー*
いわば、Fクラスの看板地図。航空機レーダーからの高さデータと、実写データによって構成された壁面テクスチャにより、一部首都・都市高速周辺の建物・道幅・傾斜を描写。
スーパーライブビュー*
主要一般道をドライバーの視点で再現。車線や看板、季節により移り変わる街路樹など細部も演出。
ドライビングバーチャルシティーマップ
Fクラスでは、3Dマップ時に立ち上がるビルの質感をさらに高めており、また接近しているビルを半透明化したり、一般道と平行して走る都市高速道路の高架なども立体化。2Dマップの場合、道路とそれ以外の敷地などの境界に凹凸感をつけ、従来の平面的な地図表示よりも、道路がくっきりと見やすく判別できる様に工夫を凝らしている。道路と見間違えやすい河川や緑地なども、より判別しやすくなった。精細な地図データによって、画面の文字や線も判別しやすいよう表示する。
都市高マップ
複雑でわかりにくい都市高速も、表示する情報をあえてインターチェンジ名と都市高の道路、都市高速のみのVICSに抑えることにより視認性を高めている。
サテライトマップ/3Dサテライトマップ*
衛星画像により、目的地までのルート全体の地形や距離、位置関係が掘削しやすく。また、Fクラスの「3Dサテライトマップ」なら、視点を下げると山脈が立体的に立ち上がり、さらに視認性が向上した。

### 高精度測位デバイス
SALAS
Super Accurate Location Algorism System(通称「SALAS(サラス)」)は、 HS400から導入され、上級HDDナビからDVDナビまでポータブル機種を除く全機種に導入されている、高精度測位システム。通常、らせん状の立体駐車場やGPSの届かない場所などを走行中、路面の傾斜が車の旋回角の検知に影響を及し、屋内での正確な自車位置の算出が困難になる。また、駐車場を出てGPSが受信できる場所に移動すると、思わぬ場所に自車位置がおかれることがあった。しかし、新開発の「SALAS」は、3Dジャイロセンサーのデータを活用して旋回角の誤差を補正することにより、立体駐車場やGPSの届かない場所でもマップマッチングの精度は向上し、駐車場出口付近でも常に正確な位置を表示する。利用するには本体取り付け角度の設定と車速パルスの検出が必要で、SALAS適用時は画面のGPSマークに代わってSALASと表示する。
GPS12ch測位
GPSによる位置側位には最低3衛星以上の衛星受信を必要とし、受信衛星数が多いほど精度は向上する。しかし、たとえば都市高速の高架下に一般道が並行している場合、高架下の一般道を走行中、都市高速により真上がさえぎられ、GPSを受信している数が減ることにより精度が低下する。そこで、GPSの測位チャンネル(一度に受信できる最大数)を8chから12chにして広範囲により多くの電波を受信できるようにし、また、GPSフィルターの採用により、誤差を含んだ信頼性の低いGPS測位データを排し、精度の高いデータを選別。車速パルス係数やジャイロセンサーの補正を見直すことで、高精度な自車位置表示を可能とした。
上下道路傾斜判定
たとえばクルマが一般道路から高架上の高速道路へ移動した場合、従来のような平面的な測位方式では、クルマの上下移動を感知してどちらを走行しているのかを判定することは困難だった。ストラーダの「上下道路傾斜判定」なら、高架道路などでの自車移動をより正確に判定するためのロジックを採用。検知した傾斜角データをもとに、前方の道路パターンを素早く判定、より立体的な自車測位が可能になる。

### 事故多発地点案内
- （公財）交通事故総合分析センターのデータをもとに、危険度の高い交差点を全国から約2,200ヵ所選択。画面上にマーク表示し、案内ルート上にある場合には点滅でお知らせ。さらに、音声による案内でも、より安全な走行を呼びかける。

### 渋滞データバンク*
- ハードディスクに、（一財）道路交通情報通信システムセンターの、過去のVICS渋滞統計データをストック。日時と天気（晴れまたは雨）といった条件を指定して、全国の渋滞状況の参照やデータを利用した探索が可能。加えて「ぬけみち」データを考慮した上でルートを探索。さらに、別売のVICSビーコンユニット装着した場合には、通常の渋滞データバンク探索に「スイテルート案内」を加味したルート探索を実行し、さらに渋滞に強いルート探索・案内が可能となる。

### エンタテイメントバンク
- パナソニックは、メインコンセプトであるFrom Home to Car（家庭のAVエンタテイメントを気軽にクルマに持ち込める）をさらに具現化する新機能、「エンタテイメントバンク」を、HDS400Dから搭載。SDカード経由でパソコンからの音楽データや旅先で録画した動画データ、デジタルカメラで撮った写真データを、ナビに挿入すれば、帰り道にクルマの中ですぐ再生でき、みんなで楽しめるというのがコンセプト。また、HDD搭載のモデルはカード内のデータをHDDへコピーしたり、音楽CDをMP3で圧縮しHDDへストックしたりとクルマの中にいながら多彩なメディアエンタテイメントが楽しめる機能。

### 盗難防止
- インダッシュ機器にも盗難防止の為にパスワードの設定がありパスワードとキーワードを登録する事が出来る。通常は、パスワードを打ち込む必要は無くバッテリーを抜いた後だけパスワードを入力する。

## 車載用デジタルチューナー

### 概要
2003年から開始した地上デジタルテレビジョン放送は、移動体でも受信することが可能なことから、業界に先駆け車載用地上デジタルチューナー、TU-DTV100を商品化して発売した。ある最低値の受信レベルを超えない限り鮮明で高画質な受信が可能というデジタル放送の特長を生かし、アナログ放送では解決不可能であったゴーストやノイズの影響で鮮明に受信できなかったという難問を解決した。また、電子番組ガイド(EPG)や、データ放送などの付加サービスにも対応し、家庭用テレビと遜色ない機能が用意されている。なお、デジタル放送のハイビジョン画質(1125i、750p)の映像は自動的に標準画質のプログレッシブ(525p)またはインターレース(525i)に変換され出力される。
同社薄型テレビ「ビエラ」で培った「PEAKS（ピークス）」プロセッサー、D2接続によるプログレッシプ出力や、光デジタル接続により迫力の5.1chサラウンドに対応するAACへの対応など高画質化・高音質化を図っている。
Stradaとチューナー同士を専用ケーブルで接続することで、Stradaのリモコンでチューナーを簡易操作できる（ただしタッチパネルで操作することが出来ないのが短所）。また運転中にリモコンを操作せずに同系列のワンセグ放送局や緊急警報放送切り替わったり、旅行などで自宅周辺から離れ、受信エリアが変わった場合でも、自宅周辺で見ていた時と同じ感覚で系列局の選局ができる。たとえば、通常、東京でリモコン番号4の「日本テレビ」は旅行など大阪に行くとTBS系列の「毎日放送」になってしまう。しかし旅行先でも自宅のリモコン番号と同じ番号で、同じ系列局が見られる、「お出かけスキャン」なら、大阪でも東京と同じリモコン番号4番で日本テレビ系列の「読売テレビ」が表示できる。これらのさまざまなインターフェイスにより、操作が困難な運転中でも、多チャンネルで機能満載なデジタル放送も家庭と同じ操作性で視聴できることを実現した。また、2009年モデル（DTX400/DTV40）では受信中のエリアを外れて他の受信エリアへ移動した際でもこれまで視聴していた番組の「中継局/系列局」を自動で探し出し、継続して系列番組を視聴できる「放送局サーチ」機能を新たに搭載。従来、手動操作が必要だった放送局のサーチが自動化され、中継局や系列局（おでかけモード設定時のみ）への自動切り換えができるようになった。2010年モデルのDTX600は視聴中の放送局が受信不可となる前に予測し、4チューナーのうちの1つのチューナーで中継局・系列局を自動で探し、瞬時に中継局や系列局へ切り替える「新・放送局サーチ」を搭載。合わせて手動・自動スキャンが高速化された。
従来は、地上デジタル放送のフル規格であるハイビジョン放送(HDTV)の12セグメントのみ受信できたが、高架下などの弱電界エリアや高速走行時では映像がフリーズしたり、黒画面になったりとデジタル特有の現象が発生することもある。そこで2006年3月18日より、TU-DTV100のSDメモリーカード経由によるファームウェアの更新（ダウンロードページ）により業界初となるワンセグ（1セグメント放送）にも対応した。これにより12セグメントより受信可能な範囲は広くなり、弱電界エリアや高速走行にも強くなるが、携帯端末向けのサービスのため、画質・音質は劣る。そこで、受信状況に応じて1セグ⇔12セグを双方向で自動切換えする、「地デジおまかせ受信モード」により、常に最適な受信環境を維持。切り替え時一瞬画面がブラックアウトしてしまうが、必要時以外低画質な1セグメント放送を受信することを防ぐことが出来る。なお、2009年モデル以降はシームレス化により、切替時に一瞬画面がブラックアウトする現象は解消されている。ワンセグなら、東京タワー周辺の首都高速のトンネル内や、50km離れた九十九里浜などでも辛うじて受信可能。しかし、番組表には対応しているがデータ放送や字幕には対応していない。また、EWS（緊急警報放送）の自動受信などの大幅な機能追加となった。

### 品番
現在は全機種製造を終了。希望小売価格が設定されている機種は発売当時の価格である。
- TU-DTX600
  - オープン価格。4チューナー・フロント4アンテナ搭載で安定した受信性能を実現した上級モデル。デジタルハイビジョンテレビ「VIERA」に採用されている技術を車載用に再設計した「PEAKSプロセッサー」に加え、車載特有の複雑な反射や時間差で到来する電波を捕らえやすくする小型シリコンチューナーを組み合わせたビエラ画質回路を搭載。また、TU-DTX400に比べ、小型・薄型化され、消費電力も17%低減されたことで省電力化・ファンレス化された。
- TU-DTV60
  - オープン価格。2チューナー・2アンテナ搭載の普及型モデル。ビエラ画質回路を搭載するが、「放送局サーチ」は前機種のDTV40と同じものを継承する。
- TU-DTX400
  - 希望小売価格68,040円。4チューナー・フロント4アンテナ搭載で安定した受信性能を実現した上級モデル。新たに「放送局サーチ」を搭載しながらもDTX300Aに比べ、よりお求めになりやすい価格に設定された。
- TU-DTV40
  - オープン価格。DTV30の後継モデルであり、DTX400の基本性能を継承した2チューナー・2アンテナ搭載の普及型モデル。常に最適の視聴環境をキープする新機能「放送局サーチ」も搭載する。
- TU-DTX300A
  - 希望小売価格97,440円。4チューナー・フロント4アンテナ搭載で安定した受信性能を実現しながら、厚さ27mm、重量690gのコンパクト設計も実現したプレミアムモデル。
- TU-DTV30
  - 希望小売価格62,790円。DTV20の後継モデルであり、DTX300Aの基本機能を継承した2チューナー・2アンテナ搭載のお求め易い普及型モデル。
- TU-DTV200
  - 希望小売価格84,000円。DTV20相当のソフトにBS、110度CSデジタルチューナーを追加搭載したマルチモデル。
- TU-DTV20
  - 希望小売価格78,750円。より普及率を上げるため、TU-DTV100から衛星デジタルチューナーを省略しコスト削減。機能はTU-DTV100をフォームウェア更新済み相当。リモコンのボタンは同社薄型テレビ「VIERA」と同じデザインを採用し、大型で照明により発光するので暗い車内でも操作しやすく改良した普及型モデル。
- TU-DTV100
  - 希望小売価格84,000円。地上、BS、110度CSデジタルチューナー搭載。業界初の車載用デジタルチューナーで注目を浴びた。現在フォームウェアの更新により地上デジタルワンセグメント放送に対応。衛星放送は市販の自動追尾アンテナにて受信できる。

## 車載用液晶カーモニター／カラーテレビ
- TR-T110WV1
  - 11V型ワイドVGA液晶パネル搭載。地上アナログチューナー内蔵のカーテレビ。地上デジタルチューナーとの接続により、地上デジタル放送にも対応。
- TR-M80WVS7
  - 8V型ワイドVGA液晶パネル搭載。FMトランスミッター・スピーカー内蔵。
- TR-M70WE1
  - 7V型ワイド液晶パネル搭載。ハイダウェイユニットを無くしたことにより、簡単に接続可能。オートディマ機能や画面切替機能も備えたシンプルモデル。

## ラインアップ
この項目(Strada)上での「AVフルメディア」の定義はMD・DVD(CD)・ラジオ・SDメモリーカード・テレビの各メディアに対応していることを指す。
200mmワイドコンソール用のCN-S300WD/H500WD/H510WD/R500WD/R500WD1はトヨタやダイハツ（トヨタやダイハツが製造を行うスバルの一部車種を含む）の一部車種で対応。別売りのAV一体型ナビ用汎用ケーブルキット（CA-LUK100D/LUK110D）を使用することで、日産やスバルの一部車種にも対応する。
また、DSRC対応機種は発売時期を問わず「ETC2.0」に対応する（2014年10月にサービス名称を「ETC2.0」に改称している）。
太字は現行モデルである。

### HDD

#### Fクラス
- 2004年モデル
  - CN-HDS950MD
    - 2004年6月12日発売。インダッシュAVフルメディア、7インチワイドVGAモニターのフルスペックモデル。

  - CN-HDS930MD
    - AVフルメディア、2DIN一体型6.5インチワイドVGAモニターのスタイリッシュ装着モデル。

  - CN-HDS900D
    - オンダッシュ7インチワイドVGAモニターのベーシックモデル

- 2005年モデル
  - CN-HDS955MD
    - インダッシュAVフルメディア、7インチワイドVGAモニターのフルスペックモデル。

  - CN-HDS935MD
    - AVフルメディア、2DIN一体型6.5インチワイドVGAモニターのスタイリッシュ装着モデル。

  - CN-HDS905D
    - オンダッシュ7インチワイドVGAモニターのベーシックモデル。

- 2006年モデル
  - CN-HDS960TD
  - CN-HDS940TD
  - CN-HDS910TD

- 2007年モデル
  - CN-HDS965TD
    - インダッシュAVフルメディア、7インチワイドVGAモニターの車載用地上デジタルチューナー付フルスペックモデル。

  - CN-HDS945TD
    - 2DIN一体型7インチワイドVGAモニターの車載用地上デジタルチューナー付スタイリッシュ装着モデル。

  - CN-HDS915TD
    - オンダッシュ7インチワイドVGAモニターの車載用地上デジタルチューナー付ベーシックモデル。

- 2008年モデル
  - CN-HX1000D
    - インダッシュ7インチワイドVGAモニターのフルスペックモデル。

  - CN-HW1000D
    - 2DIN一体型7インチワイドVGAモニターのスタイリッシュ装着モデル。

- 2009年モデル
  - CN-HX3000D
    - インダッシュ7インチワイドXGAモニターのフルスペックモデル。

#### Lシリーズ
- 2012年モデル
  - CN-L800SED
    - 2DIN一体型8インチワイドVGAモニター、Bluetooth内蔵
    - 4代目日産・セレナ専用（対象型式：C26/FC26/NC26/FNC26/HC26/HFC26型）

  - CN-L800STD
    - 2DIN一体型8インチワイドVGAモニター、Bluetooth内蔵
    - 4代目ホンダ・ステップワゴン専用（対象型式：RK1/RK2/RK5/RK6型の前期型）

  - CN-L800STD-N
    - 2DIN一体型8インチワイドVGAモニター、Bluetooth内蔵
    - 4代目ホンダ・ステップワゴン専用（対象型式：RK1/RK2型の後期型）

  - CN-L800STD-S
    - 2DIN一体型8インチワイドVGAモニター、Bluetooth内蔵
    - 4代目ホンダ・ステップワゴンスパーダ専用（対象型式：RK5/RK6型の後期型）

  - CN-L800FTD
    - 2DIN一体型8インチワイドVGAモニター、Bluetooth内蔵
    - 2代目ホンダ・フィット専用（対象型式：GE6/GE7/GE8/GE9型）

  - CN-L800FTD-N
    - 2DIN一体型8インチワイドVGAモニター、Bluetooth内蔵
    - ホンダ・フィットハイブリッド専用（対象型式：GP1型）

  - CN-L800FTD-T
    - 2DIN一体型8インチワイドVGAモニター、Bluetooth内蔵
    - ホンダ・フィットシャトル/フィットシャトルハイブリッド専用（対象型式：GG7/GG8/GP2型）

#### Hシリーズ
- 2011年モデル
  - CN-H500WD（200mmワイドコンソール用）
    - 2DIN一体型7インチワイドVGAモニター、Bluetooth内蔵

  - CN-H500D（180mmコンソール用）
    - 2DIN一体型7インチワイドVGAモニター、Bluetooth内蔵
- 2012年モデル
  - CN-H510WD（200mmワイドコンソール用）
    - 2DIN一体型7インチワイドVGAモニター、Bluetooth内蔵、DSRC対応

  - CN-H510D（180mmコンソール用）
    - 2DIN一体型7インチワイドVGAモニター、Bluetooth内蔵、DSRC対応

#### ミドルクラス（600/700/800/900）
- 2005年モデル
  - CN-HDS630RD
    - AVフルメディア、リアビューカメラ付属

  - CN-HDS630D
    - AVフルメディア

  - CN-HDS620RD
    - MD非対応。リアビューカメラ付属

  - CN-HDS620D
    - MD非対応。

- 2006年モデル
  - CN-HDS635TD
  - CN-HDS635RD
  - CN-HDS635D
  - CN-HDS625TD
  - CN-HDS625RD
  - CN-HDS625D

- 2007年モデル
  - CN-HDS710TD
    - AVフルメディア、2DIN一体型7インチワイドモニター、車載用地上デジタルチューナー付属

  - CN-HDS700TD
    - 2DIN一体型7インチワイドモニター、車載用地上デジタルチューナー付属

  - CN-HDS700D
    - 7インチワイドモニター、車載用地上デジタルチューナー装着可能

- 2008年モデル
  - CN-HW830D
    - 2DIN一体型7インチワイドVGAモニター、Bluetooth対応。

  - CN-HW800D
    - 2DIN一体型7インチワイドVGAモニター

- 2009年モデル
  - CN-HX900D
    - インダッシュ7インチワイドVGAモニター、Bluetooth対応。

  - CN-HW880D
    - 2DIN一体型7インチワイドVGAモニター、Bluetooth対応。

  - CN-HW850D
    - 2DIN一体型7インチワイドVGAモニター

- 2010年モデル
  - CN-HX910D
    - インダッシュ7インチワイドVGAモニター、Bluetooth対応。

  - CN-HW890D
    - 2DIN一体型7インチワイドVGAモニター、Bluetooth対応。

  - CN-HW860D
    - 2DIN一体型7インチワイドVGAモニター

#### オンダッシュ
- CN-HS400D
  - HDDユニット内蔵

### SD

#### Fシリーズ
- 2016年モデル
  - CN-F1D（180mmコンソール用）
    - 2DIN一体型9インチワイドVGAモニター(DYNABIG ディスプレイ)、地上デジタルチューナー、Blu-ray Discプレーヤー（BD-R/BD-RE対応）内蔵、Android Auto・Bluetooth・ETC 2.0・Drive P@ss対応
- 2017年モデル
  - CN-F1XD（180mmコンソール用）
    - 2DIN一体型9インチワイドXGAモニター(DYNABIG スイングディスプレイ)、地上デジタルチューナー、Blu-ray Discプレーヤー（BD-R/BD-RE対応）内蔵、Android Auto・Bluetooth・ETC 2.0・Drive P@ss・SDXC・ハイレゾ音源対応

  - CN-F1SD（180mmコンソール用）
    - 2DIN一体型9インチワイドVGAモニター(DYNABIG ディスプレイ)、地上デジタルチューナー、Blu-ray Discプレーヤー（BD-R/BD-RE対応）内蔵、Bluetooth・ETC 2.0・Drive P@ss・SDXC対応

#### RXシリーズ
- 2014年モデル
  - CN-RX01WD（200mmワイドコンソール用）
  - CN-RX01D（180mmコンソール用）
    - 2DIN一体型7インチワイドVGAモニター、地上デジタルチューナー、Blu-ray Discプレーヤー（BD-R/BD-RE対応）内蔵、Bluetooth・ETC 2.0・Drive P@ss対応
- 2015年モデル
  - CN-RX02WD（200mmワイドコンソール用）
  - CN-RX02D（180mmコンソール用）
    - 2DIN一体型7インチワイドVGAモニター、地上デジタルチューナー、Blu-ray Discプレーヤー（BD-R/BD-RE対応）内蔵、Bluetooth・ETC 2.0・Drive P@ss対応
- 2016年モデル
  - CN-RX03WD（200mmワイドコンソール用）
  - CN-RX03D（180mmコンソール用）
    - 2DIN一体型7インチワイドVGAモニター、地上デジタルチューナー、Blu-ray Discプレーヤー（BD-R/BD-RE対応）内蔵、Bluetooth・ETC 2.0・Drive P@ss対応
- 2017年モデル
  - CN-RX04WD（200mmワイドコンソール用）
  - CN-RX04D（180mmコンソール用）
    - 2DIN一体型7インチワイドVGAモニター、地上デジタルチューナー、Blu-ray Discプレーヤー（BD-R/BD-RE対応）内蔵、Bluetooth・ETC 2.0・Drive P@ss・SDXC対応

#### RSシリーズ
- 2014年モデル
  - CN-RS01WD（200mmワイドコンソール用）
  - CN-RS01D（180mmコンソール用）
    - 2DIN一体型7インチワイドVGAモニター、地上デジタルチューナー内蔵、Bluetooth・ETC 2.0対応・Drive P@ss対応
- 2015年モデル
  - CN-RS02WD（200mmワイドコンソール用）
  - CN-RS02D（180mmコンソール用）
    - 2DIN一体型7インチワイドVGAモニター、地上デジタルチューナー内蔵、Bluetooth・ETC 2.0対応・Drive P@ss対応

#### RAシリーズ
機能は後述のREシリーズと共通であるが、カー用品店限定モデルである。3年間で1回、無料で地図更新ができる。
- 2016年モデル
  - CN-RA03WD（200mmワイドコンソール用）
  - CN-RA03D（180mmコンソール用）
    - 2DIN一体型7インチワイドVGAモニター、地上デジタルチューナー内蔵、Bluetooth・ETC 2.0対応
- 2017年モデル
  - CN-RA04WD（200mmワイドコンソール用）
  - CN-RA04D（180mmコンソール用）
    - 2DIN一体型7インチワイドVGAモニター、地上デジタルチューナー内蔵、Bluetooth・ETC 2.0・SDXC対応

#### REシリーズ
機能は前述のRAシリーズと共通であるが、無料の地図更新は用意されていない。
- 2016年モデル
  - CN-RE03WD（200mmワイドコンソール用）
  - CN-RE03D（180mmコンソール用）
    - 2DIN一体型7インチワイドVGAモニター、地上デジタルチューナー内蔵、Bluetooth・ETC 2.0対応
- 2017年モデル
  - CN-RE04WD（200mmワイドコンソール用）
  - CN-RE04D（180mmコンソール用）
    - 2DIN一体型7インチワイドVGAモニター、地上デジタルチューナー内蔵、Bluetooth・ETC 2.0・SDXC対応

#### Rシリーズ
Rシリーズの500系にはナビ単体に加え、DSRC車載器（CY-DSR110D）とDSRC車載器接続コード（CA-DC10D）も同梱し、購入・取り付けた日からITSスポットサービスが利用できるDSRC車載器セットも用意される。
- 2013年モデル
  - CN-R500WD（200mmワイドコンソール用）
  - CN-R500WD-D（200mmワイドコンソール用・DSRC車載器セット）
    - 2DIN一体型7インチワイドVGAモニター、地上デジタル（4チューナー×4ユニット技術採用）チューナー内蔵、Bluetooth・DSRC対応

  - CN-R500D（180mmコンソール用）
  - CN-R500D-D（180mmコンソール用・DSRC車載器セット）
    - 2DIN一体型7インチワイドVGAモニター、地上デジタル（4チューナー×4ユニット技術採用）チューナー内蔵、Bluetooth・DSRC対応

  - CN-R300WD（200mmワイドコンソール用）
    - 2DIN一体型7インチワイドVGAモニター、地上デジタル（4チューナー×4ユニット技術採用）チューナー内蔵、Bluetooth・DSRC対応

  - CN-R300D（180mmコンソール用）
    - 2DIN一体型7インチワイドVGAモニター、地上デジタル（4チューナー×4ユニット技術採用）チューナー内蔵、Bluetooth・DSRC対応
- 2014年モデル
  - CN-R500WD1（200mmワイドコンソール用）
  - CN-R500WD1-D（200mmワイドコンソール用・DSRC車載器セット）
    - 2DIN一体型7インチワイドVGAモニター、地上デジタル（4チューナー×4ユニット技術採用）チューナー内蔵、Bluetooth・DSRC対応

  - CN-R500D1（180mmコンソール用）
  - CN-R500D1-D（180mmコンソール用・DSRC車載器セット）
    - 2DIN一体型7インチワイドVGAモニター、地上デジタル（4チューナー×4ユニット技術採用）チューナー内蔵、Bluetooth・DSRC対応
- 2015年モデル
  - CN-R330WD（200mmワイドコンソール用）
    - 2DIN一体型7インチワイドVGAモニター、地上デジタル（4チューナー×4ユニット技術採用）チューナー内蔵、Bluetooth・DSRC対応

  - CN-R330D（180mmコンソール用）
    - 2DIN一体型7インチワイドVGAモニター、地上デジタル（4チューナー×4ユニット技術採用）チューナー内蔵、Bluetooth・DSRC対応

#### Zシリーズ
Zシリーズは車両取付時に専用取付キット（BMW・1シリーズ 116i（UE16型）にはCA-FEK100D、その他の車種にはCA-FUK100D）が必要である。
- 2012年モデル
  - CN-Z500D
    - オンダッシュ7インチワイドVGAモニター、地上デジタル（4チューナー×4ユニット技術採用）+ワンセグチューナー内蔵、Bluetooth対応

#### Lシリーズ
LシリーズのSDモデルは別売りの専用ビューティフルキットとのセットでのみ取付可能で、ナビ単体、または、対象機種以外のナビとビューティフルキットとのセットでは取付不可となる。
- 2012年モデル
  - CN-LS710D
    - 2DIN一体型7インチワイドVGAモニター、地上デジタル（4チューナー×4ユニット技術採用）チューナー内蔵、Bluetooth・DSRC対応
    - トヨタ・アクア（NHP10型）、ホンダ・フリード（GB3/GB4/GP3型の後期型）、5代目ダイハツ・ムーヴカスタム（LA100S/LA110S型の前期型）専用
    - 取付時には専用ビューティフルキット（取付キット）が必要となる。アクアはCA-FND71AQD、フリードはCA-PND71FRD、ムーヴカスタムはCA-FND71MCDがそれぞれ該当する。

  - CN-LS810D
    - 2DIN一体型8インチワイドVGAモニター、地上デジタル（4チューナー×4ユニット技術採用）チューナー内蔵、Bluetooth・DSRC対応
    - 3代目トヨタ・プリウス（ZVW30型の後期型/ZVW35型）、プリウスα（ZVW40W/ZVW41W型）、2代目アルファード/ヴェルファイア（GGH20W/GGH25W/ANH20W/ANH25W/ATH20W型）専用
    - 取付時には専用ビューティフルキット（取付キット）が必要となる。プリウスはCA-FND81PRD、プリウスαはCA-PND81PAD、アルファード/ヴェルファイアはCA-FND81AVDがそれぞれ該当する。

#### Sシリーズ
- 2011年モデル
  - CN-S300WD（200mmワイドコンソール用）
    - 2DIN一体型7インチワイドVGAモニター、地上デジタル（4チューナー×4ユニット技術採用）+ワンセグチューナー内蔵、Bluetooth対応

  - CN-S300D（180mmスタンダードコンソール用）
    - 2DIN一体型7インチワイドVGAモニター、地上デジタル（4チューナー×4ユニット技術採用）+ワンセグチューナー内蔵、Bluetooth対応
- 2012年モデル
  - CN-S310WD（200mmワイドコンソール用）
    - 2DIN一体型7インチワイドVGAモニター、地上デジタル（4チューナー×4ユニット技術採用）+ワンセグチューナー内蔵、Bluetooth・DSRC対応

  - CN-S310D（180mmスタンダードコンソール用）
    - 2DIN一体型7インチワイドVGAモニター、地上デジタル（4チューナー×4ユニット技術採用）+ワンセグチューナー内蔵、Bluetooth・DSRC対応

#### Sクラス
- 2009年モデル
  - CN-MW200D
    - 2DIN一体型7インチワイドモニター、地上デジタル（4チューナー×4ユニット技術採用）+ワンセグチューナー内蔵

  - CN-MW100D
    - 2DIN一体型7インチワイドモニター、ワンセグチューナー内蔵
- 2010年モデル
  - CN-MW250D
    - 2DIN一体型7インチワイドモニター、地上デジタル（4チューナー×4ユニット技術採用）+ワンセグチューナー内蔵

  - CN-MW150D
    - 2DIN一体型7インチワイドモニター、ワンセグチューナー内蔵
- 2012年モデル
  - CN-MW240D
    - 2DIN一体型7インチワイドモニター、地上デジタル（4チューナー×4ユニット技術採用）+ワンセグチューナー内蔵

### SSD
- 2013年モデル
  - CN-E200D
    - 2DIN一体型7インチワイドモニター、ワンセグチューナー内蔵
- 2015年モデル
  - CN-E205D
    - 2DIN一体型7インチワイドモニター、ワンセグチューナー内蔵
- 2017年モデル
  - CN-E300D
    - 2DIN一体型7インチワイドモニター、ワンセグチューナー内蔵、Bluetooth対応
- 2019年モデル
  - CN-E310D
    - 2DIN一体型7インチワイドモニター、ワンセグチューナー内蔵、Bluetooth対応
- 2020年モデル
  - CN-E320D
    - 2DIN一体型7インチワイドモニター、ワンセグチューナー内蔵、Bluetooth対応
- 2021年モデル
  - CN-E330D
    - 2DIN一体型7インチワイドモニター、ワンセグチューナー内蔵、Bluetooth対応

### DVD

#### インダッシュ
- 2003年発売
  - CN-DV250RD
  - CN-DV250D
- 2004年発売
  - CN-DV255RFD
  - CN-DV255FD

#### オンダッシュ
- 2003年発売
  - CN-DV150RD
  - CN-DV150D
- 2004年発売
  - CN-DV155RD
  - CN-DV155D
  - CN-DV155RFD
  - CN-DV155FD

#### ポータブル
- 2004年発売
  - CN-DS100D/DS100KD/DS100BD
  - CN-DS110D/DS110KD/DS110BD
  - CN-DS50D
- 2006年発売
  - CN-DS120D

### Strada Pocket
すでに欧米では発売されていたが、三洋電機の「ミニゴリラ」が成功したことから国内投入を決めたPND。なお、三洋電機がパナソニックの完全子会社となったことで、2011年モデルから「Gorilla」をパナソニックブランドで発売し、ポータブルナビゲーションのブランドネームを「Gorilla」に統一することから、「Strada Pocket」は生産を終了した。

#### ポータブル
- 2008年発売
  - CN-MP50D
  - CN-MP50BD - ワンセグ放送の視聴スタンド、ACアダプター付の限定モデル。
- 2009年発売 - カー用品店向け仕様と家電販売店向け仕様の2タイプを用意している。家電販売店向け仕様では、家庭での利用を想定しACアダプターと家庭用スタンドを付属している。
  - CN-MP100D/MP100DL - ナビ機能のみのスタンダードモデル。
  - CN-MP200D/MP200DL - ワンセグチューナー内蔵モデル。
  - CN-MP150D/MP150DL - FM-VICS搭載のスタンダードモデル。
  - CN-MP180D/MP180DL - ワンセグチューナー内蔵、全5色（MP180Dは2色、MP180DLは3色）から選べるカラーリングモデル。
  - CN-MP250D/MP250DL - ワンセグチューナー+FM-VICS搭載のハイグレードモデル。
- 2010年発売 - MP系列はカー用品店向けモデル、SP系列は家電販売店向けモデルである。なお、2009年発売モデルと異なり、MP系列とSP系列で機能面の違いはない。よって、FM-VICS・FMトランスミッター・ACアダプター別売のエントリーモデルは家電販売店ルートのみである。
  - CN-SP300L - 5V型ワイドモニター、ワンセグチューナー内蔵モデル。
  - CN-MP500D/SP500L - 5V型ワイドモニター、ワンセグチューナー内蔵モデル（ACアダプター・家庭用スタンド付属）。
  - CN-MP500VD/SP500VL - 5V型ワイドモニター、ワンセグチューナー・FM-VICS内蔵モデル（ACアダプター・家庭用スタンド付属）。
  - CN-MP700D/SP700L - 7V型ワイドモニター、ワンセグチューナー内蔵モデル（ACアダプター・家庭用スタンド付属）。
  - CN-MP700VD/SP700VL - 7V型ワイドモニター、ワンセグチューナー・FM-VICS内蔵モデル（ACアダプター・家庭用スタンド付属）。

## テレビCM、雑誌広告、その他
- 以前は山下達郎の「風がくれたプロペラ」（アルバム「SONORITE」に収録）がCMソングとして使われていた。また2005年までは、松下電器の子会社である、Jリーグのガンバ大阪の宮本恒靖・大黒将志をCMキャラクターに起用していた。2006年になり、大黒がグルノーブルへの移籍に伴いガンバを離れたため、現在は同時期にFC東京からガンバへ移籍加入した加地亮を新たに起用し、宮本と共に出演している。
- パナソニックはトヨタF1のスポンサーのため、雑誌広告や店頭プロモーション用DVD用にトヨタF1の画像や映像が使われていることがある。
- 2006年秋モデルの店頭プロモーション用DVDには歌手の稲垣潤一が登場し、stradaの地デジチューナー機能をPRしている。またBGMには彼の代表曲である「クリスマスキャロルの頃には」が使われている。
- 2007年にはテノール歌手の秋川雅史が歌うCMソングを起用している。ちなみにCMロケ地はフランスのモン・サン＝ミシェル。